# Cissy Houston
Pour les articles homonymes, voir Houston (homonymie).
Emily  Houston, dite Cissy Houston, née Drinkard le 30 septembre 1933 à Newark (New Jersey) et morte le 7 octobre 2024 dans la même ville, est une chanteuse de soul et de gospel américaine.

## Biographie
En 1954, elle est devenue ministre de la musique à la chorale de l'église baptiste Nouvel espoir de Newark (New Jersey) . Elle a également été promotrice du festival Gospelfest de McDonald's, où elle se produisait régulièrement.
Choriste pour des artistes comme Elvis Presley et Aretha Franklin, Cissy Houston est principalement connue pour sa carrière solo, marquée par deux Grammy Awards.
Elle est la mère de Whitney Houston, la grand-mère de Bobbi Kristina Brown, la tante de Dee Dee et de Dionne Warwick, ainsi que la cousine de Leontyne Price.

## Discographie
- Midnight Train To Georgia (1969)
- Presenting Cissy Houston (1970)
- Cissy Houston (1977)
- Think It Over (1978)
- Warning - Danger (1979)
- Step Aside For A Lady (1980)
- Face To Face (1996)
- He Leadeth Me (1997)
- Whitney & Cissy Houston (1999)
- Love Is Holding You (2001)
- Cissy Houston Collection (2005)
- Walk on By Faith (2012)